# Horst Franz
Horst Franz (Berlino, 17 giugno 1940) è un allenatore di calcio tedesco.